# 순창 귀래정
귀래정(歸來亭)은 대한민국 전북특별자치도 순창군에 있는, 조선 세조 2년(1456년) 신숙주의 아우인 신말주가 지은 정자이다. 1984년 4월 1일 전북특별자치도의 문화재자료 제67호로 지정되었다.

## 개요
귀래정은 조선 세조 2년(1456) 신숙주의 아우인 신말주가 지은 정자로, 지금 있는 건물은 1974년에 고쳐 지은 것이다.
신말주는 수양대군(세조)이 조카 단종을 내몰고 왕위에 오르자 두 임금을 섬길 수 없다는 불사이군(不事二君)의 충절을 지켜 벼슬에서 물러나 순창으로 낙향하였다.
건물은 앞면 3칸·옆면 2칸 규모이며, 지붕은 옆면에서 볼 때 여덟 팔(八)자 모양인 팔작지붕으로 꾸몄다.
안쪽에는 서거정이 지은 귀래정기와 강희맹의 시문을 보존하고 있다.

## 현지 안내문
귀래정은 조선 세조 2년(1456년)에 신말주(1429~1505)가 지은 것으로 그의 호를 따 귀래정이라 하였다. 신말주는 신숙주의 동생으로, 수양대군이 단종을 몰아내고 왕위에 오르자, 이에 불만을 품고 벼슬을 버리고 순창으로 낙향하여 이 정자를 세우게 된 것이다. 그 후 다시 중앙 정계로 진출할 때까지 신말주는 이 정자에서 시를 짓고 자연을 벗삼으며 지냈다고 한다. 정자에는 서거정이 지은 귀래정기와 강희맹의 시를 적은 액자가 남아 있다.

## 참고 자료
- 귀래정 - 국가유산청 국가유산포털